# Unité pour le Chili (2023)
Unité pour le Chili (en espagnol : Unidad para Chile ; abrégé en UPC) est une coalition politique chilienne de gauche radicale, gauche à centre gauche, fondée en février 2023 pour les élections constituantes de mai 2023.
La coalition s'est crée à l'initiative de la coalition gouvernementale (Approbation dignité et Socialisme démocratique) afin qu'une liste unie se présente aux élections constituantes. Néanmoins, cette dernière regroupe l'ensemble des partis à l'exception du Parti pour la démocratie (PPD) et du Parti radical (PR).

## Historique

### Contexte et formation
En janvier 2023 débute des négociations pour former une liste unique de la coalition gouvernementale du gouvernement Boric (Approbation dignité et Socialisme démocratique) et avec le Parti démocrate-chrétien s'y ajoutant.
Le 21 janvier, le Parti démocrate-chrétien et le Parti radical décident de composer une liste pour les élections constituantes uniquement avec les partis de la coalition du Socialisme démocratique (PS, PPD et le PL (es)),.
Le 22 janvier, le lendemain, le Parti libéral (es) au travers de son Conseil national décide également de rejoindre une liste du Socialisme démocratique, sans toutefois exclure une "liste unique du progressisme" avec la coalition d'Approbation dignité.
Le 28 janvier, c'est au tour du Parti pour la démocratie d'approuver à 94% de rejoindre la liste unique du Socialisme démocratique.
Tandis qu'au Parti socialiste, le dernier parti du Socialisme démocratique n'ayant pas rejoint la liste unique, la présidente annonce que le comité central du parti insiste pour la création d'une liste unique de la coalition gouvernementale au pouvoir.
Le 1er février matin, lors d'une réunion de l'ensemble des partis de la coalition (Approbation dignité et Socialisme démocratique), la coalition gouvernementale admet que l'ensemble de la gauche partira avec deux listes distinctes pour les élections, Unité pour le Chili et Tout pour le Chili (es), malgré les efforts de l'Approbation dignité vers une liste unique de la gauche.
Néanmoins le 1er février après-midi, vers 14 heures, Gabriel Boric a réuni les trois présidents du Parti radical, Parti socialiste et le Parti libéral à son domicile pour demander que les trois partis rejoignent la liste officielle du gouvernement. Le lendemain, le 2 février et en réaction à cette réunion, le Parti libéral (es) approuve à 82% de rejoindre la liste gouvernementale de l'Unité pour le Chili.
Le 6 février, la coalition de l'Unité pour le Chili s'est officiellement inscrite pour les élections constituantes de mai 2023,.

## Composition
| Parti                                 | Président           |
| ------------------------------------- | ------------------- |
| Parti socialiste                      | Álvaro Elizalde     |
| Parti libéral (es)                    | Patricio Morales    |
| Révolution démocratique               | Margarita Portuguez |
| Convergence sociale                   | Alondra Arellano    |
| Communes                              | Camilo Quiroz       |
| Parti communiste du Chili             | Guillermo Teillier  |
| Fédération régionaliste verte sociale | Jaime Mulet (es)    |

## Résultats électoraux

### Élections constituantes
| Année | Voix      | %      | Rang | Sièges  |
| ----- | --------- | ------ | ---- | ------- |
| 2023  | 2 800 973 | 27,73% | 2e   | 16 / 51 |